# Roewe iMAX8
La Roewe iMAX8 è un'autovettura prodotto dalla casa automobilistica cinese Roewe a partire dal 2020. 

## Descrizione
La vettura, che è stata presentata nel settembre 2020 ad Auto China, è stata anticipata dalla concept car Vision-iM, che ha debuttato al salone di Guangzhou nel novembre 2019, e dalla concept chiamata IM8 presentata in un evento a maggio 2020. L'iMAX8 è stata presentata in veste definitiva nel settembre 2020 al salone di Pechino 2020, con poche modifiche rispetto alla concept iM8. La vettura si basa sulla Maxus G20 ed è disponibile nelle versioni benzina o completamente elettrica. Al lancio, la versione a benzina è alimentata da un motore a quattro cilindri turbo da 1,5 litri da 180 CV o da un motore a quattro cilindri turbo da 2,0 litri da 224 CV. Entrambi i motori sono accoppiati a un cambio automatico Aisin a otto velocità. Si tratta della prima monovolume con il marchio Roewe.